# یواس‌اس مارن (آی‌ایکس-۱۶۰)
یواس‌اس مارن (آی‌ایکس-۱۶۰) (به انگلیسی: USS Marl (IX-160)) یک کشتی بود که طول آن ۳۶۶ فوت ۴ اینچ (۱۱۱٫۶۶ متر) بود. این کشتی در سال ۱۹۴۴ ساخته شد.